# ログロール
株式会社ログロール（英文表記：Logroll Coporation）は、大阪府大阪市北区に本社を持つ労働者派遣事業者。

## 概要
大都市圏を中心に支店やアを行っておりに伴い、現在は、主にて労働者派遣事業を設置して業務を行っている。
労働者派遣業、職業紹介業、業務請負（引越梱包・解梱・販促業務アシスタント・OAオペレーティング・物流関係構内作業・サンプリング業務・その他）

## 沿革
- 1996年　設立